# 王涛 (乒乓球运动员)
王涛（1967年12月13日—）是北京人，中國乒乓球运动员，现任八一乒乓球队总教练，2002年晋升为少将。从1994年起连续三年获得中国十佳运动员荣誉。

## 技术特点
王涛使用左手横握拍快攻打法，整体技术以近台为主，正手快攻结合弧圈球动作小，能和反手的生胶近台发力结合起来，防守也多以快带弧圈球为主，坚持不退台，借对方弧圈球的力量和旋转来实现反攻。同时王涛战术上善于随机应变，尤其擅长克制韩国球员，只有兩次失手：一次是1992年巴塞罗那奥运会的男单四分之一决赛，另一次是1995年天津世乒赛的四分之一决赛，两次都是负于金泽洙（1995年的那次，金泽洙虽然赢得比赛，但因临时借用刘南奎的胶水，赛后检验出有毒成分而被取消资格）。

## 简历
王涛从3岁起，在父亲的引导下开始学打乒乓球，1980年被招入中国人民解放军队，1988年11月入选国家队。
王涛是中国男子乒乓球队处于历史最低谷时期的主力队员，是单打实力仅次于马文革的选手。其球员生涯的辉煌战绩多集中于双打赛场，他与吕林的男双组合曾连续在三届世乒赛中打入决赛，并两次获得冠军。同时，王涛/吕林组合也是1992年巴塞罗那奥运会男双比赛的冠军及1996年亚特兰大奥运会的亚军。另外，王涛与刘伟的混双搭档，曾连续夺得三届世乒赛的混双冠军。
王涛球员生涯的唯一遗憾来自于男单赛场。直到退役，他从未获得男单世界冠军头衔。1996年亚特兰大奥运会，王涛曾与队友刘国梁会师男单决赛，但由于过度紧张，以总比分2:3惜败，错失了夺得男单冠军的最佳机会。2002年，王涛正式退役。
退役之后，王涛就读于西安体育学院，也曾客串担任大型晚会主持及演出电影作品，后执教八一乒乓球队。

## 职业生涯

### 世界乒乓球锦标赛
- 第41届 混双冠军、男双亚军
- 第42届 混双冠军、男双冠军
- 第43届 男团冠军、男双冠军、混双冠军

### 世界杯
- 第12届 团体赛冠军
- 第13届 男单亚军

### 奥运会
- 1992年夏季奥林匹克运动会 男双（与呂林）冠军
- 1996年夏季奥林匹克运动会 男单、男双（与呂林）亚军